# Гарино (Торино)
Гарино је насеље у Италији у округу Торино, региону Пијемонт.
Према процени из 2011. у насељу је живело 3600 становника. Насеље се налази на надморској висини од 236 м.